# (37960) 1998 HP64
1998 HP64 (asteroide 37960) é um asteroide da cintura principal. Possui uma excentricidade de 0.19381180 e uma inclinação de 3.44855º.
Este asteroide foi descoberto no dia 21 de abril de 1998 por LINEAR em Socorro.